# Plankwortel

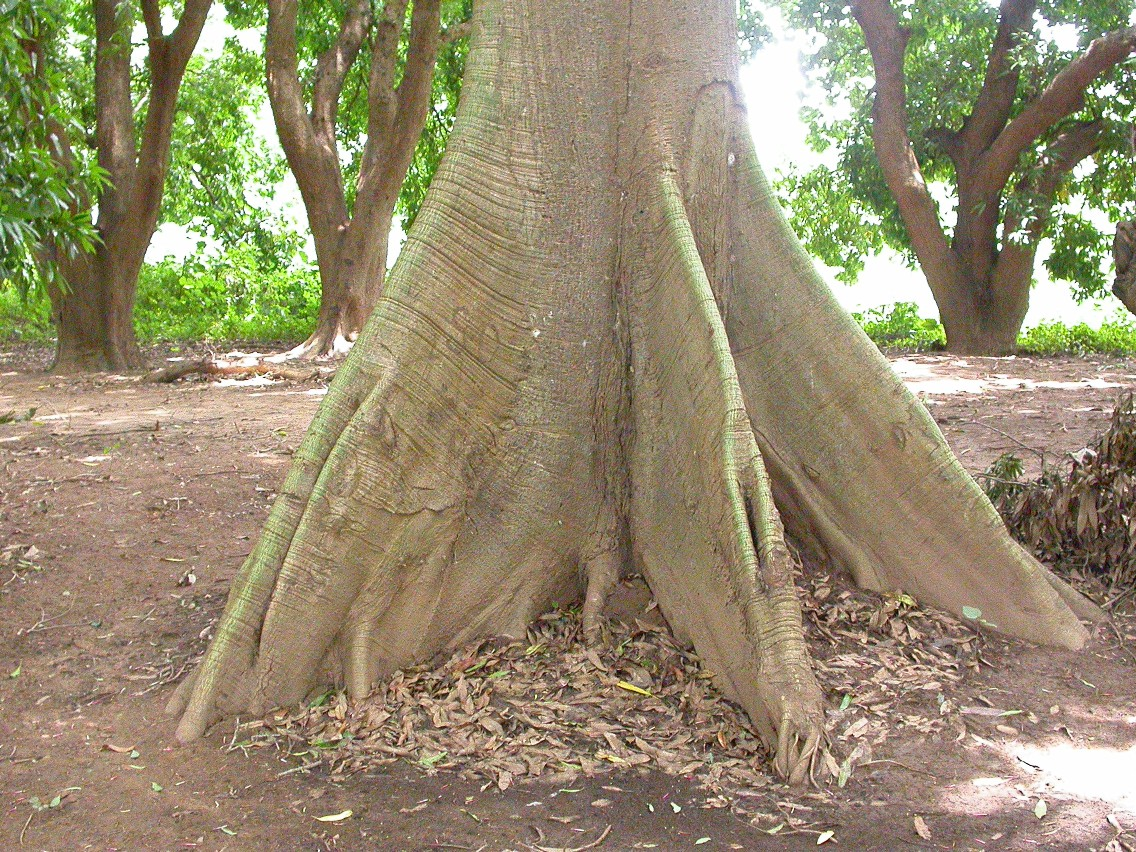
Plankwortels van de kapokboom, Ceiba pentandra

Plankwortels zijn wortels die stervormig, bovengronds onderaan een boom zitten en deze meer stevigheid geven. Ze komen vooral voor bij bomen in het tropische regenwoud. Ook de in Europa voorkomende fladderiep kan plankwortels vormen. De vorm doet enigszins aan de vorm van planken denken.

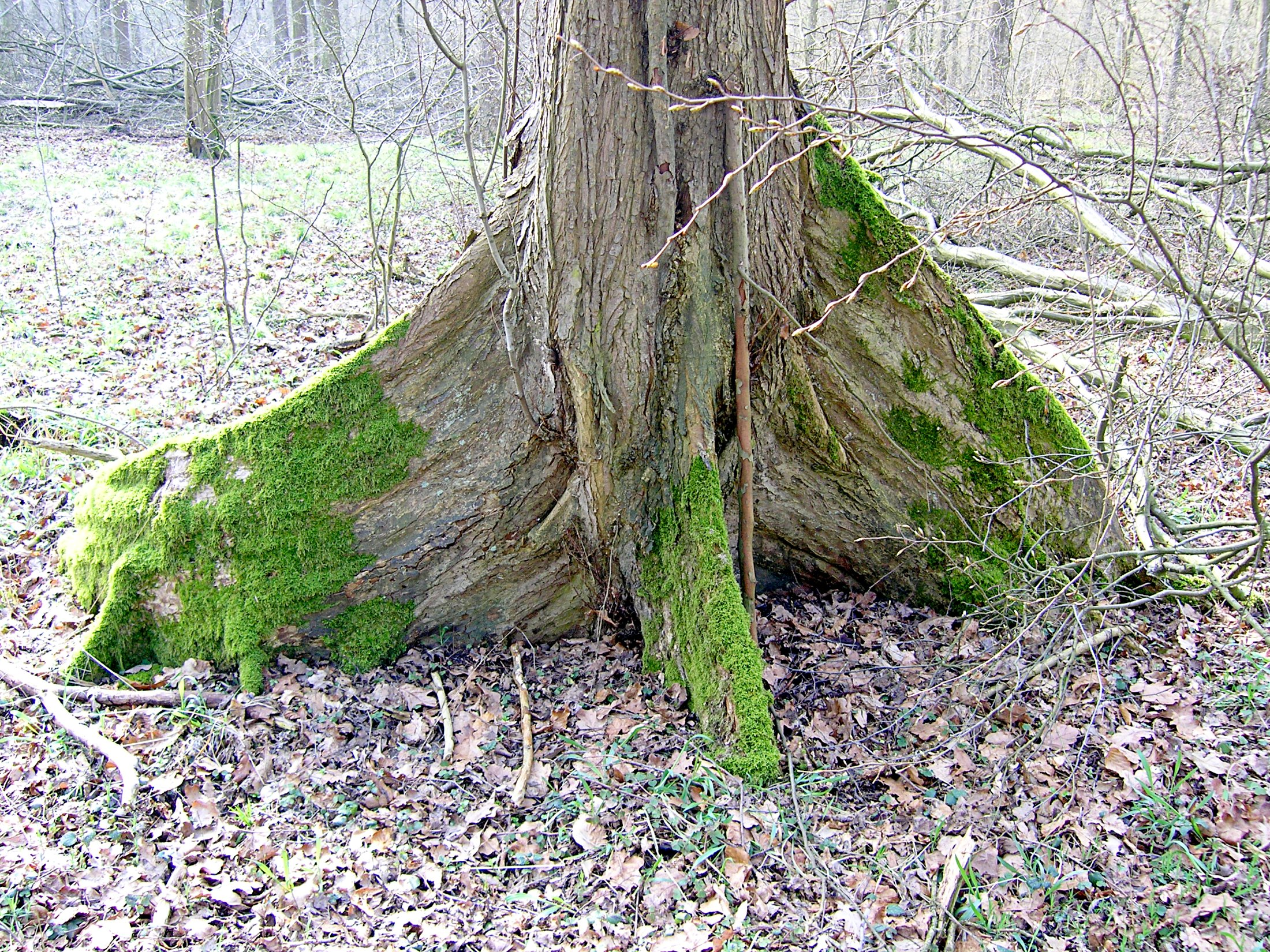
Plankwortels bij de fladderiep